# Скаухигън
Скаухигън (на английски: Skowhegan) е град в САЩ, щата Мейн. Административен център е на окръг Самърсет. Населението на града е 8268 души (по приблизителна оценка от 2017 г.). В града се провежда панаир на щата Мейн ежегодно.